# Mesosini
Mesosini — триба жуков-усачей из подсемейства ламиин.

## Описание
Средние голени почти всегда без борозды, цикатрикс всегда с отчётливым, но неполным килем.

## Систематика
В составе трибы:
- роды: Aemocia — Aesopida — Agelasta — Anagelasta — Anancylus — Anipocregyes — Cacia — Caciella — Choeromorpha — Clyzomedus — Coptops — Demodes — Elelea — Epimesosa — Ereis — Eurymesosa — Falsomesosella — Golsinda — Hypocacia — Leptomesosa — Liosynaphaeta — Mesocacia — Mesoereis — Mesosa — Mesosaimia — Metacoptops — Metipocregyes — Microcacia — Mimagelasta — Mimanancylus — Mimocacia — Mnemea — Mutatocoptops — Paracaciella — Paracoptops — Paraereis — Paragolsinda — Paraplanodes — Paripocregyes — Planodes — Pseudipocregyes — Pseudochoeromorpha — Pseudoplanodes — Pseudozelota — Silgonda — Sorbia — Stenomesosa — Synaphaeta — Syrrhopoeus — Therippia — Trichomesosa — Zelota